# Tấn công sân bay Tân Sơn Nhất (1966)
Tấn công sân bay Tân Sơn Nhất (1968) là cuộc tấn công của lực lượng đặc công Quân Giải phóng miền Nam Việt Nam nhằm vào sân bay Tân Sơn Nhất. Cuộc tấn công này đã trở thành cảm hứng sáng tác bài thơ "Dáng đứng Việt Nam" của nhà thơ Lê Anh Xuân. Đây là lần đầu tiên Quân Giải phóng tấn công sân bay Tân Sơn Nhất.

## Bố phòng của Mỹ và Việt Nam Cộng hòa
Sân bay Tân Sơn Nhất rộng gần 2.000 ha, được sử dụng cho cả mục đích quân sự lẫn dân sự, có tính chiến lược cực kỳ quan trọng. Khu vực quân sự gồm nhiều đường băng cho đủ loại máy bay quân sự, trong đó, riêng số lượng nhà chứa máy bay nổi trên mặt đất đã có 400 đến 500 máy bay. Trong sân bay, có hàng chục kho bom, đạn đủ cỡ được trang bị kỹ thuật hiện đại. Khu nhà ở phía nam sân bay là nơi làm việc của Bộ Tư lệnh Không quân Mỹ thứ 7, Bộ Tư lệnh quân viễn chinh Mỹ và nhà Đại tướng Westmoreland - Tư lệnh quân đội Mỹ ở miền Nam Việt Nam và Bộ Tư lệnh Không quân Sài Gòn cùng nhà riêng của Nguyễn Cao Kỳ - Tư lệnh Không quân.
Khu vực quân sự được bảo vệ với 22 lớp rào kẽm gai kiểu Mỹ, từ rào đơn, rào kép, rào bùng nhùng, mắt cáo...Giữa các loại rào là đủ các loại mìn, hệ thống chiếu sáng nằm ẩn trong các đám cỏ dại và cây trinh nữ đầy gai. Đây là những bãi mìn "gài chết" mà Mỹ và Việt Nam Cộng hòa đã nghiên cứu rất công phu để chống đặc công của Quân Giải phóng xâm nhập, nhất là ở các mục tiêu xung yếu. Bên ngoài các vòng rào, một hệ thống đường nhựa giáp vòng cho xe cơ giới tuần tra, tuần bộ, chó berger, ngỗng cảnh giới. Phía bên trong là những tuyến lô cốt, tháp canh dày đặc ken nhau được trang bị từ đại liên đến đại bác và những đèn pha cao áp cực mạnh chiếu sáng quét ra xa tới gần 3.000 mét. Bên trong được ngăn cách nhau bằng 3 lớp rào và những tuyến hào sâu 1 mét, rộng 8 mét. Trên những đường nhựa ngang dọc trong chu vi sân bay, cứ 15 phút lại có một tốp xe chở lính tuần tiễu chạy qua.

## Diễn biến
Sau khi nhận được tin mật báo sẽ có 5.000 quân Mỹ từ các căn cứ quân sự nước ngoài vừa đổ xuống trong và ngoài sân bay Tân Sơn Nhất, để chuẩn bị cho trận càn lớn Cedar Falls vào vùng "Tam giác sắt Củ Chi - Bến Cát", chiều tối 2-12-1968, Tiểu đoàn do Lê Minh Xuân chỉ huy rời khỏi khu căn cứ Vườn Thơm Lý Văn Mạnh (Bình Chánh), vượt qua lộ 10, rồi băng về phía "ấp chiến lược" Tân Hòa. Để tạo bất ngờ cho cuộc tấn công, lực lượng đặc công Quân Giải phóng sử dụng quân phục của lực lược biệt kích Quân lực Việt Nam Cộng hòa. Tới thời điểm tập kết chuẩn bị tấn công, tất các lực lượng của các mũi tấn công gồm cả các đơn vị trợ chiến, chặn viện, dân công tải đạn, tải thương cũng đã có mặt tại các vị trí sẵn sàng cho trận đánh ác liệt vào sân bay Tân Sơn Nhất.
Lực lượng trinh sát đặc công Quân Giải phóng lặng lẽ cắt dây thép gai, gỡ mìn và vô hiệu hóa các thiết bị báo động. Đến 22h cùng ngày, tất cả lực lượng tấn công của Quân Giải phóng đã vào vị trí mà lực lượng phòng thủ sân bay không hề hay biết. Bất ngờ, một xe Jeep quân cảnh tuần tra phát hiện ra đám lính rằn ri bất bình thường. Nhận ra bị lộ, Đội trưởng Đồng Đen ra lệnh nổ súng tấn công. Các mũi xung kích khác đồng loạt nổ súng dữ dội vào các mục tiêu, cùng các đơn vị Quân Giải phóng phối hợp bên ngoài thuộc các đại đội của Tiểu đoàn 6 Tân Bình-Quân Giải phóng, làm cho cả sân bay Tân Sơn Nhất rối loạn, còi báo động thất thanh rú lên cấp cứu hòa với tiếng súng bộ binh, đạn cối 60 ly của phân đội hỏa lực cấp tập rót xuống đài chỉ huy sân bay, khu thông tin và trước nhà ở của phi công Quân đội Việt Nam Cộng hòa, ngăn không cho lực lượng của đối phương tiếp cận để lên máy bay tẩu thoát... Khu vực giữa sân bay chính là nơi xảy ra trận đánh ác liệt nhất. Các chiến sĩ trinh sát, đặc công Quân Giải phóng đã chiến đấu dũng cảm với từng nhóm quân Việt Nam Cộng hòa, có xe tăng yểm trợ. Để bảo vệ sân bay, Quân đội Việt Nam Cộng hòa tăng cường hỏa lực từ lực lượng tăng thiết giáp khiến lực lượng Quân Giải phóng rút lui. Có chiến sĩ đã một mình phá hủy 20 máy bay. Riêng chiến sĩ Kịp đã tiêu diệt 11 lính Mỹ. Phía Mỹ xác nhận Quân Giải phóng đã nã khoảng 75 loạt cối 82mm và súng không giật 75mm.

## Kết quả
Quân Giải phóng tuyên bố đã phá hủy 260 máy bay các loại, 1 kho bom 300 tấn, 13 xe quân sự, tiêu diệt 600 sĩ quan, lính Mỹ và lính Việt Nam Cộng hòa. Phía Mỹ tuyên bố 18 lính Quân Giải phóng thiệt mạng, quân Mỹ có 3 chết và 15 bị thương, quân Việt Nam Cộng hòa chết 3 và bị thương 4, 20 máy bay Mỹ các loại bị phá hỏng.